# Cadre-71/2-Europameisterschaft 1955

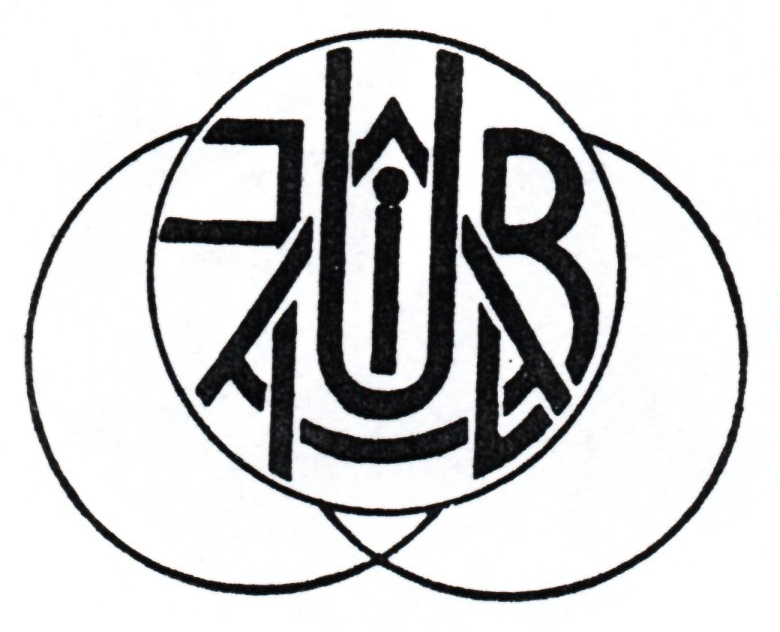
Logo UIFAB (ausrichtender Verband)

Die Cadre-71/2-Europameisterschaft 1955 war das 9. Turnier in dieser Disziplin des Karambolagebillards und fand vom 10. bis zum 13. März 1955 in Barcelona statt. Es war die zweite Cadre-71/2-Europameisterschaft in Spanien.

## Geschichte
Der spanische Billardverband hat ohne die anderen Federationen zu informieren die Europameisterschaft um einen Monat vorverlegt und Barcelona statt Sevilla als Austragungsort gewählt. Daraufhin haben Belgien, Deutschland und die Niederlande keine Teilnehmer zu dieser EM entsandt. Diese hatten ihre Termine auf den ursprünglichen Termin abgestimmt und waren verärgert. Damit fehlten die besten Cadrespieler Europas bei diesem Turnier. Sieger wurde Salvador Orti Vélez vor Joaquín Domingo und Rafael Garcia. 

## Turniermodus
Hier wurde im Round Robin System bis 300 Punkte gespielt. Es wurde mit Nachstoß gespielt. Damit waren Unentschieden möglich.
Bei MP-Gleichstand (außer bei Punktgleichstand beim Sieger) wird in folgender Reihenfolge gewertet:
1. MP = Matchpunkte
2. GD = Generaldurchschnitt
3. HS = Höchstserie

## Abschlusstabelle
| MP    | Match Points (Sieger = 2; Unentschieden = 1; Verlierer = 0) |
| Pkte. | Erzielte Karambolagen                                       |
| Aufn. | Benötigte Versuche                                          |
| GD    | Generaldurchschnitt                                         |
| BED   | Bester Einzeldurchschnitt eines Spielers                    |
| HS    | Höchstserie                                                 |
|       | Bester GD des Turniers                                      |
|       | Bester ED des Turniers                                      |
|       | Beste HS des Turniers                                       |
|       | 1. Platz (Gold)                                             |
|       | 2. Platz (Silber)                                           |
|       | 3. Platz (Bronze)                                           |

| Platz                                        | Name                 | MP   | Pkte. | Aufn. | GD    | BED   | HS  |
| -------------------------------------------- | -------------------- | ---- | ----- | ----- | ----- | ----- | --- |
| 1                                            | Salvador Orti Vélez  | 12:2 | 2054  | 178   | 11,53 | 15,78 | 98  |
| 2                                            | Joaquín Domingo      | 12:2 | 2096  | 180   | 11,64 | 16,66 | 103 |
| 3                                            | Rafael Garcia        | 8:6  | 1944  | 186   | 10,45 | 23,07 | 61  |
| 4                                            | José Alvarez Ossorio | 8:6  | 1881  | 222   | 8,47  | 17,64 | 65  |
| 5                                            | Jean Galmiche        | 6:8  | 1516  | 184   | 8,23  | 9,37  | 62  |
| 6                                            | Alfredo Alhinho      | 6:8  | 1829  | 239   | 7,65  | 15,78 | 54  |
| 7                                            | Jacques Grivaud      | 4:10 | 1602  | 173   | 9,26  | 17,64 | 66  |
| 8                                            | Alfredo Ferraz       | 0:14 | 1386  | 222   | 6,24  | –     | 42  |
| Turnierdurchschnitt: 9,03 (ohne Stichpartie) |                      |      |       |       |       |       |     |
| Stichpartie                                  |                      |      |       |       |       |       |     |
| -                                            | José Alvarez Ossorio | 2:0  | 300   | 16    | 18,75 | 18,75 | 65  |
| -                                            | Joaquín Domingo      | 0:2  | 219   | 16    | 13,68 | –     | 41  |
| nach Stichpartie                             |                      |      |       |       |       |       |     |
| 1                                            | Salvador Orti Vélez  | 14:2 | 2354  | 194   | 12,13 | 18,75 | 98  |
| 2                                            | Joaquín Domingo      | 12:4 | 2315  | 196   | 11,81 | 16,66 | 103 |
| Turnierdurchschnitt: 9,17 (mit Stichpartie)  |                      |      |       |       |       |       |     |